# فتاح آباد (مقاطعة ديواندرة)
فتاح‌آباد (بالفارسية: فتاح‌آباد) هي قرية تقع في قسم زرينه الريفي (مقاطعة ديواندرة) في إيران. يقدر عدد سكانها بـ 221 نسمة .